# Палац Товкачів у Соснівці
Палац Товкачів — палацово-парковий комплекс, розташований у селі Соснівка Ярмолинецької селищної громади Хмельницького району Хмельницької області. Поряд знаходиться Куявський парк.

## Історія
У XIX столітті село Куява (теперішня назва — Соснівка) належала панові польського походження Юлію Товкачу. У 1875—1877 роках тут почато будівництво палацу та закладено парк. Пан Товкач, який спеціалізувався на розведенні мисливських собак та арабських скакунів, мав багато конюшень, манежі та іподром, де готував своїх улюбленців і брав участь у перегонах на території сучасної Польщі та України.
Маєток складався з двох, майже однакових частин — одно- та двоповерхової. З боку паркового фасаду будівлю прикрашала статуя Божої Матері, розташована у спеціальній ніші. З одного боку палац, який знаходиться в обрамленні парку, оточували сади, а з іншого — озера. У 1918 році пан Товкач виїхав у Кам'янець-Подільський, після чого його садибу розграбували.
Після революційних подій 1917 року палац використовували як будинок відпочинку для партійних робітників. В окупаційний період Другої світової війни тут відпочивали німецькі військовослужбовці. З 1945 року маєток почали використовувати як дитячий протитуберкульозний, а згодом психоневрологічний санаторій «Куява». Наприкінці 2018 року санаторій, яких знаходився в неналежному стані, приєднано до дитячого санаторію «Світанок» у Маліївцях. Згодом його закрили.
Палац входить в число пам'яток архітектури обласного значення. Разом з тим, споруда неодноразово перебудовувалася і ремонтувалася. Східна частина, що колись була оранжереєю зараз замурована, а також змінено форму даху. Незважаючи на перебудову, чимало елементів інтер'єру збереглося в оригіналі. Зокрема, стародавні дворівневі ступінчасті дубові сходи, старий кахляний камін і досі використовується за призначенням. В колишній бальній залі до цього часу збереглися ліплені орнаменти та паркет. На території є криничка. Для господарських потреб використовуються й низка будівель, зведених за часів Товкача. Куявський парк, що займає близько 27,7 гектарів та багатий на велику кількість хвойних дерев є пам'яткою садово-пам'яткового мистецтва.